# Marina Damestoy
 (novembre 2017).
Si vous disposez d'ouvrages ou d'articles de référence ou si vous connaissez des sites web de qualité traitant du thème abordé ici, merci de compléter l'article en donnant les références utiles à sa vérifiabilité et en les liant à la section « Notes et références ».
Marina Damestoy, née en 1973, est une artiste, plasticienne, illustratrice de presse, écrivaine et metteuse en scène française.
En tant que militante, elle est à l’origine du mouvement social « Génération Précaire » et co-initiatrice de « Jeudi noir ».

## Biographie
Marina Damestoy fait ses études supérieures aux Beaux-arts de Cergy ainsi qu’aux facultés de Nanterre, de Paris I en philosophie esthétique et un master à la Central Saint Martins College of Art and Design à Londres. Elle complète sa formation par un troisième cycle universitaire consacré au management des spectacles vivants.
Outre une pratique de mise en scène (Les Manipulations aux Amandiers de Nanterre, Le Peuple Clune), elle travaille en tant que rédactrice aux festivals des Antipodes (Scène nationale de Brest), administratrice à la Müller Factory aux Subsistances à Lyon. Elle collabore comme critique aux revues Janus (Jan Fabre), Inventaire/Invention, Toc, Cassandre, Mouvement.
En tant que chargée du théâtre à Mains d’œuvres en 2009, puis coordinatrice de La Boîte Blanche, elle contribue à l’émergence d’auteurs et de formes scéniques expérimentales.
Elle est aussi l’initiatrice du mouvement social « Génération Précaire » en 2005 (accès à l’emploi pour les jeunes / droit des stagiaires) et cofondatrice de « Jeudi-Noir » en 2006 (droit au logement).
Elle travaille aux actions À la rue, O.Bloque, sur la condition des femmes vivant à la rue,. Ce projet est issu de l’autofiction Mangez-moi (en ligne sur publie.net et éditée chez Publie.papier, oct 2013) et se décline sous plusieurs formes : installation, déambulation, version scénique et tout terrain, de façon invisible dans l'espace public. Cette pièce est le troisième volet du triptyque A.M.O paru aux Éditions Xérographes en octobre 2013.
S'inspirant d'un album jeunesse qu'elle a écrit et illustré, elle a créé Monsieur Cloche en février 2015 au Théâtre Antoine-Vitez à Ivry,,. Cette pièce, lauréate de la Fondation Beaumarchais 2014, aborde la question des SDF et s'adresse au jeune public,.
En 2013, elle bénéficie d'une résidence d'auteure à La Chartreuse (Centre national des écritures du spectacle). Elle est lauréate du programme régional de résidence d'écrivains en d'auteurs région Ile-de-France en 2014.

## Ouvrages
- Animalimages, Le Dé Bleu, 2002
- A.M.O, Les Xérographes, 2014
- Mangez-moi, Publie papier & Publie.net, 2014
- Cervantes-Shakespeare /Cadavres exquis, Les Cahiers de l’égaré, mars 2015